# Upton (métro de Baltimore)
Pour les articles homonymes, voir Upton (homonymie).
Upton est une station de métro américaine à Baltimore, dans le Maryland. Située le long de la seule ligne du métro de Baltimore entre Penn-North et State Center, elle a été mise en service le 21 novembre 1983.